# Alderaan
Vous lisez un « bon article » labellisé en 2022.
Astre fictif apparaissant dans
Star Wars.
Alderaan, aussi connue sous les noms Aldorande et Aldérande, est une planète tellurique de l’univers de fiction Star Wars. Située dans les Mondes du Noyau, cette planète orbite autour de l'étoile homonyme.
Verdoyante malgré la présence de plusieurs grandes villes, elle se caractérise par son rayonnement culturel d'envergure galactique, même après sa destruction causée par l'Étoile de la mort par ordre du Grand moff Wilhuff Tarkin de l'Empire galactique.
Alderaan est créée pour le premier film de la saga, Un nouvel espoir, dans lequel elle n'est visible que depuis l'espace. Elle figure ensuite brièvement à la fin de La Revanche des Sith.
En plus des films, Alderaan est représentée dans les novélisations des deux films, dans les séries télévisées The Clone Wars et Obi-Wan Kenobi, ainsi que dans plusieurs romans, jeux vidéo et bandes dessinées.

## Contexte
L'univers de Star Wars se déroule dans une galaxie qui est le théâtre d'affrontements entre les Chevaliers Jedi et les Seigneurs noirs des Sith, personnes sensibles à la Force, un champ énergétique mystérieux leur procurant des pouvoirs psychiques. Les Jedi maîtrisent le Côté lumineux de la Force, pouvoir bénéfique et défensif, pour maintenir la paix dans la galaxie. Les Sith utilisent le Côté obscur, pouvoir nuisible et destructeur, pour leurs usages personnels et pour dominer la galaxie.

## Géographie

### Situation spatiale
Alderaan se situe dans la partie de la Galaxie appelée Mondes du Noyau, qui regroupe les territoires les plus influents. La planète dirige le Secteur Alderaan. Elle se trouve dans le système Alderaan, où elle est la deuxième planète la plus proche de son étoile homonyme. Un satellite naturel gravite autour d'elle,.

### Topographie
Alderaan est une planète couverte de verdure. Des prairies, des plaines et des forêts recouvrent sa surface. Les montagnes y sont aussi nombreuses,. Il n'y a pas d'océan, mais une mer polaire, partiellement gelée, et aussi beaucoup de lacs et de rivières.

### Formes de vie
Alderaan abrite une impressionnante biodiversité. Parmi les animaux qui vivent sur la planète se trouvent notamment le nerf, le grazer et le thranta. Les trois espèces se sont exportées hors de la planète un peu partout dans la Galaxie,.

### Politique et habitations
La Maison Organa est l'une des Maisons des Anciens, c'est-à-dire l'une des dynasties les plus ancrées de la monarchie à l'échelle galactique. Elle dirige Alderaan. 
Traditionnellement, l'héritier du trône passe par la cérémonie du « Jour de la demande », au cours de laquelle il prouve qu'il est digne du titre. Pour cela, il passe par trois tests qui mettent à l'épreuve respectivement son corps, son esprit et son cœur.
La capitale de la planète se nomme Aldera, une ville composée de hautes tours. Ces bâtiments donnent une magnifique vue sur les montagnes environnantes. La ville se situe sur une petite île, elle-même sur une caldeira volcanique. La famille royale et le sénateur représentant la planète vivent à Aldera,,.
Plusieurs autres grandes villes se trouvent à Alderaan. Ce sont des centres galactiques de la politique, de la culture et de l'éducation. 
Alderaan est un centre à l'échelle galactique de l'art et de la culture en général. De nombreux artistes et œuvres, ainsi que les vestiges de plusieurs siècles d'histoire, s'y trouvent. La planète est aussi une grande exportatrice de vin, d'œuvres d'art et d'objets de luxe.

## Univers officiel

### Avant l'Empire
En 32 av. BY, Valorum, le chancelier la République galactique, est démis de ses fonctions par une motion de censure. Le sénateur Bail Antilles d'Alderaan est l'un des principaux candidats à la chancellerie, mais l'élection est gagnée par Palpatine. Bail Antilles sera ensuite remplacé par Bail Prestor Organa au poste de sénateur d'Alderaan,.
Dix ans plus tard, le sénateur Bail Organa fait partie des principaux dirigeants du comité loyaliste qui tente de préserver la démocratie de la République galactique.
Malgré l'opposition d'Alderaan, la guerre des clones débute. Durant celle-ci, une conférence, à propos des souffrances des réfugiés en déplacement à cause de cette guerre, a lieu à Alderaan. La Jedi Ahsoka Tano y accompagne la sénatrice de Naboo Padmé Amidala, qu'elle sauve d'une tentative d'assassinat.

### Sous l'Empire

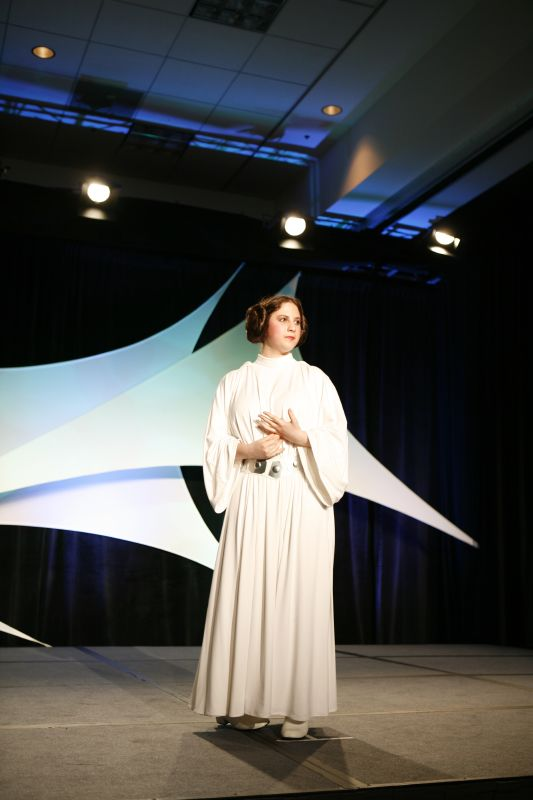
Cosplay de Leia Organa, princesse d'Alderaan.

Très peu après la proclamation de l'Empire galactique, le sénateur Bail Organa d'Alderaan adopte la fille d'Anakin Skywalker et de Padmé Amidala, Leia. Il l'élève en princesse sans révéler son identité réelle. En parallèle, Alderaan soutient de plus en plus l'Alliance rebelle qui se forme en opposition à l'Empire.
Par exemple, des explorateurs d'Alderaan découvrent les planètes Ajan Kloss et Crait. Cette dernière servira de base à l'Alliance rebelle, comme Dantooine ou Yavin 4, mais seront aussi réutilisées par la Résistance plusieurs dizaines d'années plus tard,. 
Les dirigeants d'Alderaan mettent à disposition des rebelles des vaisseaux qu'ils déclarent ensuite comme étant volés. Cette méthode permet de ne pas dégrader les relations entre Alderaan et l'Empire tout en approvisionnant la Rébellion en vaisseaux.
Le moff Wilhuff Tarkin se rend sur Alderaan à plusieurs reprises. Lors d'une de ses visites, Leia, encore enfant, jette sur lui un ballon plein d'eau, ce qui l'irrite et déclenche une haine du militaire envers la planète.
Leia est principalement élevée par la reine d'Alderaan, Breha Organa. Bail est en effet l'époux de Breha et donc le prince consort de la planète. Leia obtient alors le titre de princesse d'Alderaan. Elle devient ensuite sénatrice à la place de son père adoptif, et poursuit comme lui la participation à la rébellion grandissante.
Breha quitte peu sa planète. Elle organise sur Alderaan plusieurs fêtes. Celles-ci servent en réalité de couverture pour réunir les dirigeants de l'Alliance rebelle dans l'optique d'organiser la destruction de l'Empire.
En 9 av. BY, Leia est enlevée par un certain Vect alors qu'elle se trouvait à Alderaan. Vect est embauché par l'inquisitrice Reva. Breha et Bail contactent le Jedi Obi-Wan Kenobi et lui demandent de les aider en sauvant Leia. Obi-Wan quitte donc sa cachette sur Tatooine pour ramener la princesse à Alderaan,.

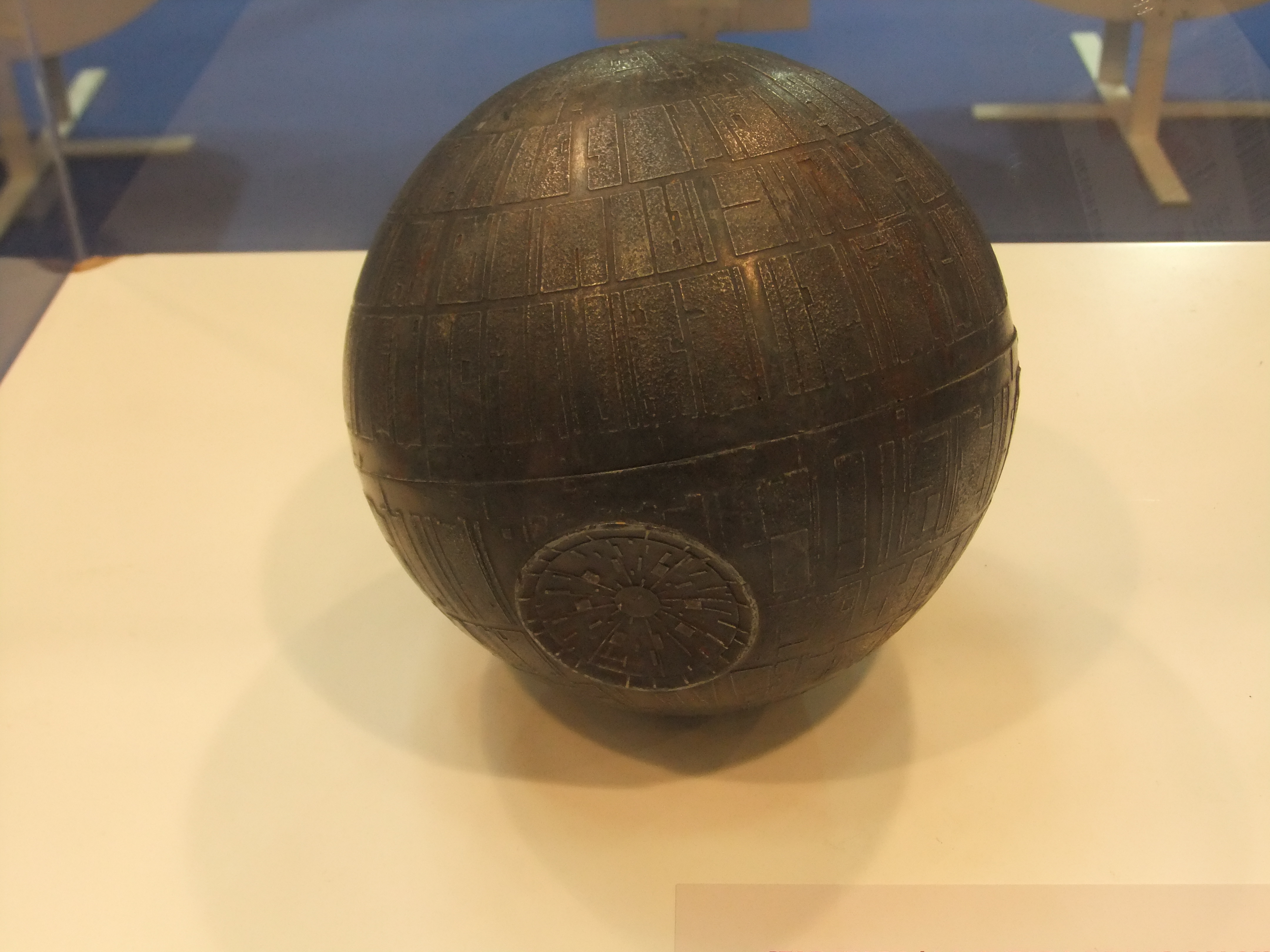
Maquette de l'Étoile de la mort, station spatiale qui détruit Alderaan.

En 1 av. BY, la coopération entre Alderaan et la Rébellion ayant été découverte, le Grand moff Tarkin, devenu entre-temps Grand moff, arrive à Alderaan à bord de l'Étoile de la mort. Il dirige cette station spatiale. Il ordonne à Leia, récemment capturée par l'Empire, de révéler l'emplacement de la base de l'Alliance rebelle. Il menace de détruire Alderaan si elle ne collabore pas. Leia semble lui fournir l'information demandée, mais il décide tout de même de faire d'Alderaan, la planète natale de la princesse, un exemple pour la Galaxie et une preuve de la puissance de la nouvelle arme de l'Empire galactique qu'est l'Étoile de la mort. Il fait ainsi détruire Alderaan. L'événement et par la suite appelé « Désastre » ou « Folie de Tarkin ». L'explosion provoque la mort des environ deux milliards de personnes présents sur Alderaan. Seuls 60 000 habitants d'Alderaan, alors hors de leur planète, survivent,,,.
Parmi les principales victimes de la destruction d'Alderaan, Breha et Bail Organa se trouvent sur la planète lors de l'explosion, ne se doutant de rien quelques instants avant l'arrivée de la station spatiale.

### Après le Désastre
Le Désastre laisse beaucoup d'humains d'Alderaan survivants se joindre à l'Alliance rebelle. Parmi eux se trouve la militaire Cara Dune, qui, après la fin de la guerre s'installe à Nevarro pour en chasser l'Empire,. 
En outre, plusieurs habitants de la Galaxie, en particulier des mondes du Noyau, jusque-là indifférents aux massacres causés par l'Empire en Bordure, commencent à se méfier en apprenant la destruction de cette planète du Noyau. Certains rejoignent l'Alliance rebelle,,.
Rétrospectivement, le Désastre affecte aussi le Sith Dark Vador. Alors qu'il observe les conséquences de l'utilisation sur Karolia d'une arme capable d'éliminer toute forme de vie développée par l'Aube écarlate, Vador se remémore effectivement la destruction d'Alderaan. Cela lui rappelle d'autres crimes impériaux, et fait partie des éléments qui marquent sa rédemption progressive.
Cependant, l'Empire parvient à étouffer l'écho du Désastre dans le reste de la Galaxie et à s'assurer que, malgré ce massacre, une carrière au service de l'Empire reste attrayante pour les habitants de la Galaxie. En effet, ces derniers ne mesurent pas forcément le caractère dictatorial de l'Empire tant qu'ils n'ont pas été témoins directs de crimes de guerre impériaux.
Même après le Désastre, Alderaan conserve un poids politique, en particulier après la chute de l'Empire galactique. En effet, les rescapés d'Alderaan sont représentés, notamment par Leia Organa, au Sénat de la Nouvelle République. Alderaan maintient aussi un impact culturel sur l'échelle galactique. Par exemple, Rey choisit de porter une capuche d'Alderaan à plusieurs reprises.

## Univers Légendes
À la suite du rachat de la société Lucasfilm par The Walt Disney Company, tous les éléments racontés dans les produits dérivés datant d'avant le 26 avril 2014 ont été déclarés comme étant en dehors du canon et ont alors été regroupés sous l’appellation « Star Wars Légendes ».
Alderaan est d'abord habitée par les killiks, une espèce insectoïde qui vit dans des ruches. Les killiks sont asservis par les Célestes et doivent construire pour eux de massives structures,. Les killiks abandonnent la planète. Ensuite, les humains arrivent et s'y installent. Plus tard, les Mondes du Noyau, dont la monarchie d'Alderaan avec Coruscant et Chandrila, forment une confédération, la République galactique, qui s'étend par la suite aux autres mondes qui partagent les valeurs républicaines,.
Alderaan devient, avec l'expansion de la République, un monde important du fait de son ancienneté au sein de la République. La planète se fait progressivement une renommée culturelle, intellectuelle, artistique et gastronomique à l'échelle galactique.
En 3 651 av. BY, en pleine guerre entre les Sith et la République, les premiers proposent à la seconde de signer un traité de paix. Le conseil Jedi approuve l'idée d'une rencontre pacifique pour négocier les conditions à Alderaan. Toutefois, la planète est attaquée par les Sith, qui souhaitaient piéger leur ennemi en attaquant dans le même temps Coruscant, la capitale galactique. La bataille à Alderaan voit notamment un duel entre la Jedi Satele Shan et le Sith Dark Malgus.
Après la destruction d'Alderaan, les anciens habitants d'Alderaan essaient de se regrouper et désignent une planète, qu'ils appellent « Nouvelle Alderaan », qu'ils colonisent.

## Concept et création
Dans les premières versions du script d'Un nouvel espoir, la planète n'est pas appelée « Alderaan », mais par d'autres noms, tels « Aquilae » voire « Organa Major ».
Le nom d'Alderaan, tel quel en anglais, trouve plusieurs orthographes en traduction française, contrairement à la majorité des noms fictifs créés par la saga. Après Un nouvel espoir, la version française s'aligne sur Alderaan, mais diverses versions du nom subsistent, notamment Aldérande et Aldorande.

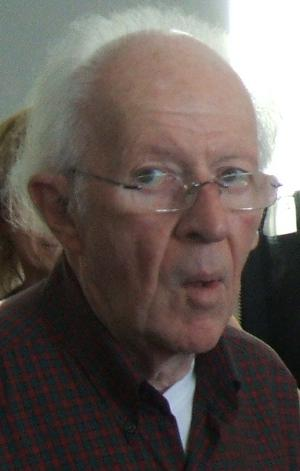
Ralph McQuarrie, à l'origine de nombreux concept-arts pour les films Star Wars.

Un dessin conceptuel de Ralph McQuarrie pour Un nouvel espoir représente des killiks devant un nid sur Alderaan. L'idée est reprise dans l'univers étendu, qui devient ensuite univers Légendes,.
Une scène de La Menace fantôme dans laquelle apparaît Bail Organa, interprété par Adrian Dunbar, est coupée. Finalement, pour L'Attaque des clones et La Revanche des Sith, George Lucas choisit Jimmy Smits pour incarner Bail Organa. Ce changement de casting s'accompagne d'une modification d'un élément de l'histoire : désormais, le personnage de Dunbar est Bail Antilles, le prédécesseur de Bail Organa en tant que sénateur d'Alderaan,,.
Dans La Revanche des Sith, la scène d'Alderaan est tournée dans les Alpes suisses, près du village Grindelwald. On y voit alors le lac Bachalpsee (en),.

## Adaptations

### Jeux vidéo
Alderaan joue un rôle important notamment dans le jeu vidéo de 2006 Empire at War. En effet, elle se trouve au centre de la fin du jeu du point de vue de l'Empire galactique. Le joueur commande alors une flotte censée escorter l'Étoile de la mort. Une bataille contre l'Alliance rebelle s'engage alors, et si la flotte impériale résiste suffisamment longtemps pour permettre le chargement du superlaser de l'Étoile de la mort (75 secondes), alors le joueur peut faire détruire Alderaan. Après, une fin alternative à celle des films est proposée : le joueur, c'est-à-dire l'Empire, se lance de même dans une mission de destruction de cinq autres mondes, Alzoc III, Polus, Shola, Hoth et Yavin 4. 
La planète apparaît en outre dans le jeu de 2011 The Old Republic. Sa présence dans le jeu est révélée par BioWare en 2009. Une vidéo d'un passage qui s'y déroule est mise en ligne par Electronic Arts en 2011. Dès 2020, il est possible pour le joueur de s'installer dans un manoir d'Alderaan. Selon un article du site The Gamer, il s'agit de la plus chère mais de la meilleure des 11 résidences proposées par le jeu.

### Autres
En 2013, Lego met en vente sous le numéro 75011 le set « Tantive IV & Planet Alderaan » dans le cadre d'une série de représentations Lego d'astres de la saga. Ce set comporte une sphère représentant Alderaan, ainsi qu'une figurine de soldat de l'Alliance rebelle et une figurine du Tantive IV, vaisseau des Organa.
Dans l'attraction Star Tours: The Adventures Continue, l'une des compagnies du Galactic Transport Bureau est appelée « Air Alderaan ». Le visiteur prend cependant un véhicule de la compagne appelée « Star Tours ». Cette attraction est située dans les parcs Disneyland Resort et Walt Disney World Resort aux États-Unis depuis 2011,, à Tokyo Disney Resort au Japon depuis 2013, et à Disneyland Paris en France depuis 2017.

## Réception et analyse
Alderaan est notamment observée pour le génocide que l'Empire galactique y opère en la détruisant à l'aide de l'Étoile de la mort. Ce bombardement brutal qui n'épargne aucun survivant est considéré comme une représentation de l'action du nucléaire, et, en pleine guerre froide, de la menace que représente ainsi cette technologie. En effet, les États-Unis et l'URSS possèdent alors tous deux l'arme nucléaire et se craignent par conséquent mutuellement. Alderaan ressemble à la Terre, et peut donc montrer que le nucléaire est dans ce contexte historique proche de détruire la Terre.
En outre, la question de la légitimité du génocide se pose. En effet, le point de vue présenté dans les films décrit l'Empire galactique comme pur antagoniste qui s'oppose à une innocente Alliance rebelle. Toutefois, le génocide semble en parallèle justifié. En effet, il s'agit d'un choix politique et militaire apparemment stratégique, face à un groupe d'opposition. Une invasion déstabiliserait et renforcerait la rébellion naissante, sachant que de nombreux habitants d'Alderaan semblent alors alliés à l'Alliance. Par contre, il se rapproche beaucoup d'un bombardement nucléaire comme les deux ayant eu lieu durant la Seconde Guerre Mondiale. Ainsi, le cas du génocide d'Alderaan permet d'interroger l'efficacité de tactiques de règne par la peur, méthode que Tarkin choisit. Il semble en effet que, censée intimider l'opposition, la destruction de la planète l'a renforcée, mais il se peut aussi que l'Alliance rebelle aurait pu se renforcer encore plus sans signe de puissance de l'Empire galactique,.

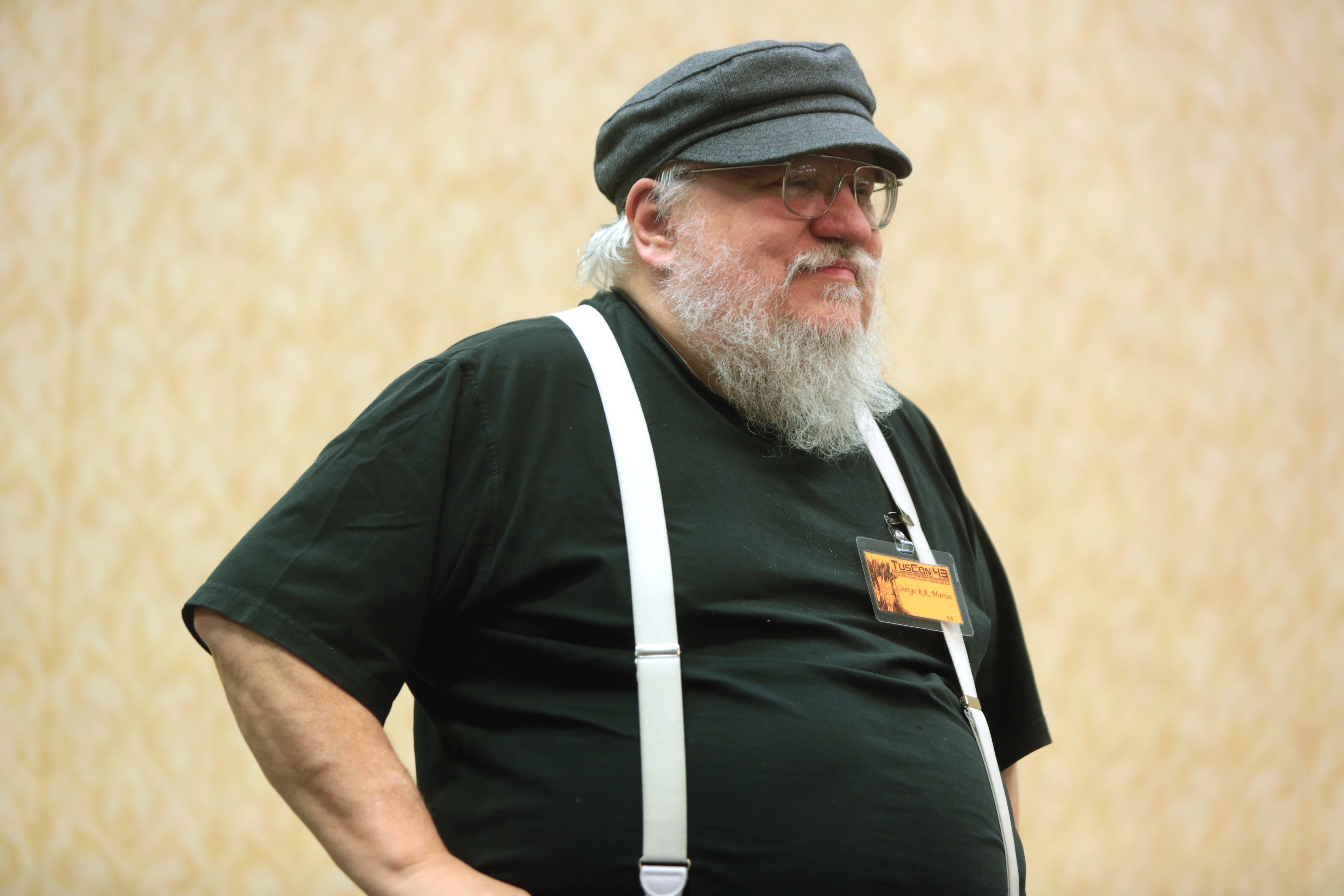
George R. R. Martin, auteur des livres Le Trône de fer.

Selon George R. R. Martin, l'auteur de la série littéraire Le Trône de fer, le fait que Star Wars contienne dès Un nouvel espoir, le premier film de la saga, une scène de destruction d'une planète entière montre que l'univers de George Lucas est plus violent que celui que développe Martin. Cependant, Martin ajoute que les personnages morts lors de l'explosion d'Alderaan sont alors inconnus du spectateur. Il affirme que la conséquence en est que le spectateur ne ressent aucune émotion à la vue de la destruction d'Alderaan, malgré l'important nombre de morts causées qu'est 2 000 000 000. Selon Martin, cette dernière valeur n'est qu'une « statistique » qui ne put affecter émotionnellement le spectateur,,.